# János Kuszmann
János Kuszmann, també anomenat Joe Erwin Kuzman, (Budapest, 3 de desembre de 1938 - Budapest, 20 de juny del 2001) fou un futbolista hongarès de la dècada de 1960.

## Trajectòria
Rodamón del futbol, jugà a les lligues d'Hongria, Àustria, Espanya, Turquia, Estats Units i Grècia. S'inicià al seu país natal al MTK Budapest FC. Més tard fitxà pel Wiener Sport-Club i posteriorment al Reial Betis, on jugà sis temporades. El 1964 fitxà pel RCD Espanyol, on jugà la part final de la temporada 1963-64 i la 1964-65. A la lliga turca defensà els colors del Beşiktaş JK durant dues etapes, guanyant la primera d'elles la lliga. També jugà a la lliga dels Estats Units als equips Philadelphia Spartans i Cleveland Stokers, a la segona divisió turca al Boluspor i al Panachaiki grec, on finalitzà la seva carrera.